# Olena Hovorova
Olena Ivanivna Hovorova (in ucraino Олена Іванівна Говорова?; Ismail, 18 settembre 1973) è un'ex triplista ucraina.

## Palmarès
| Anno | Manifestazione  | Sede             | Evento       | Risultato | Prestazione | Note                          |
| ---- | --------------- | ---------------- | ------------ | --------- | ----------- | ----------------------------- |
| 1995 | Mondiali indoor | Barcellona       | Salto triplo | 7ª        | 14,04 m     |                               |
| 1997 | Universiadi     | Catania          | Salto triplo | Oro       | 14,23 m     |                               |
| 1997 | Mondiali        | Atene            | Salto triplo | Bronzo    | 14,67 m     | Miglior prestazione personale |
| 1999 | Universiadi     | Palma di Maiorca | Salto triplo | Oro       | 14,99 m     | w                             |
| 2000 | Giochi olimpici | Sydney           | Salto triplo | Bronzo    | 14,96 m     |                               |